# فرانچسکو پریماتیچو

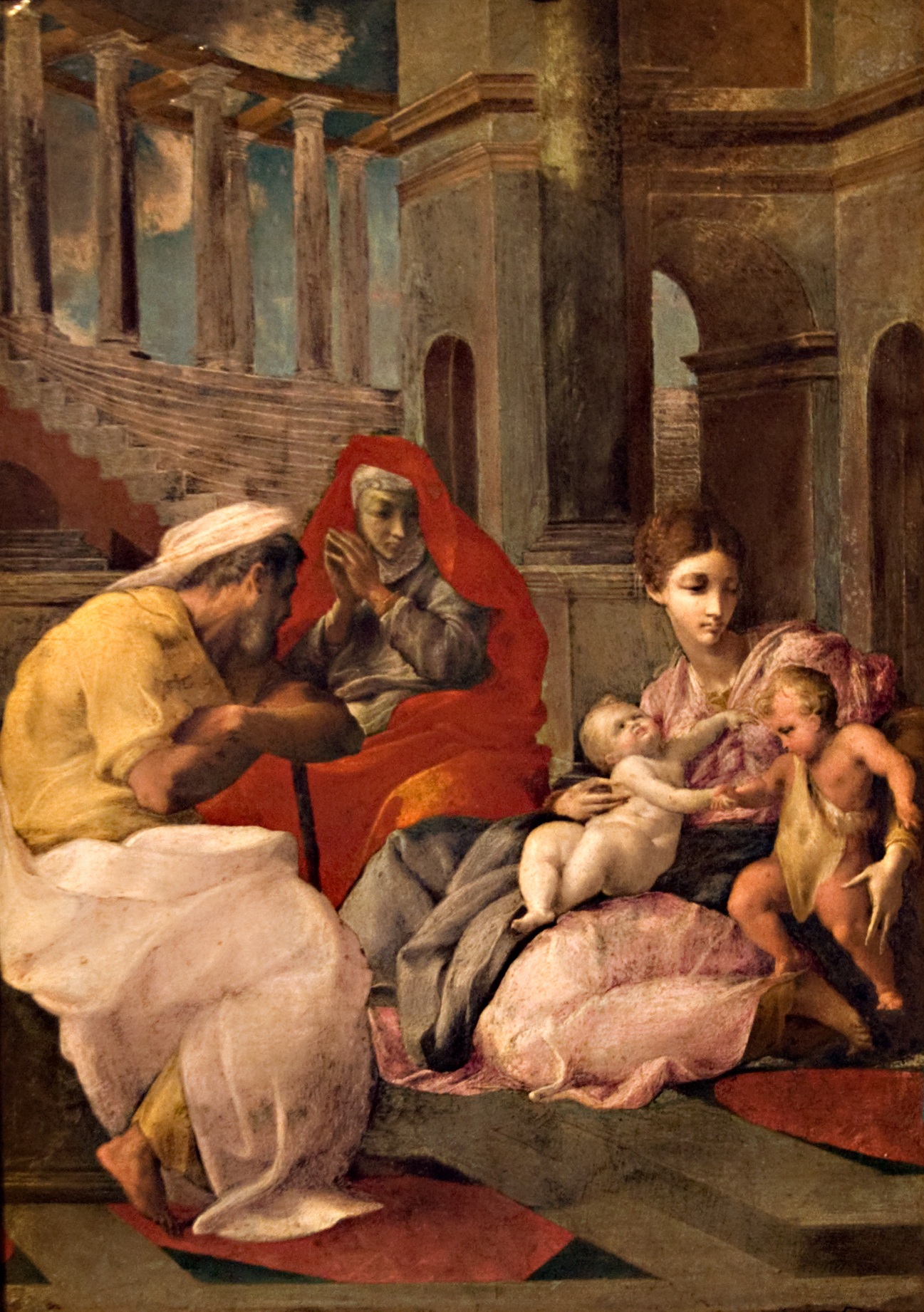

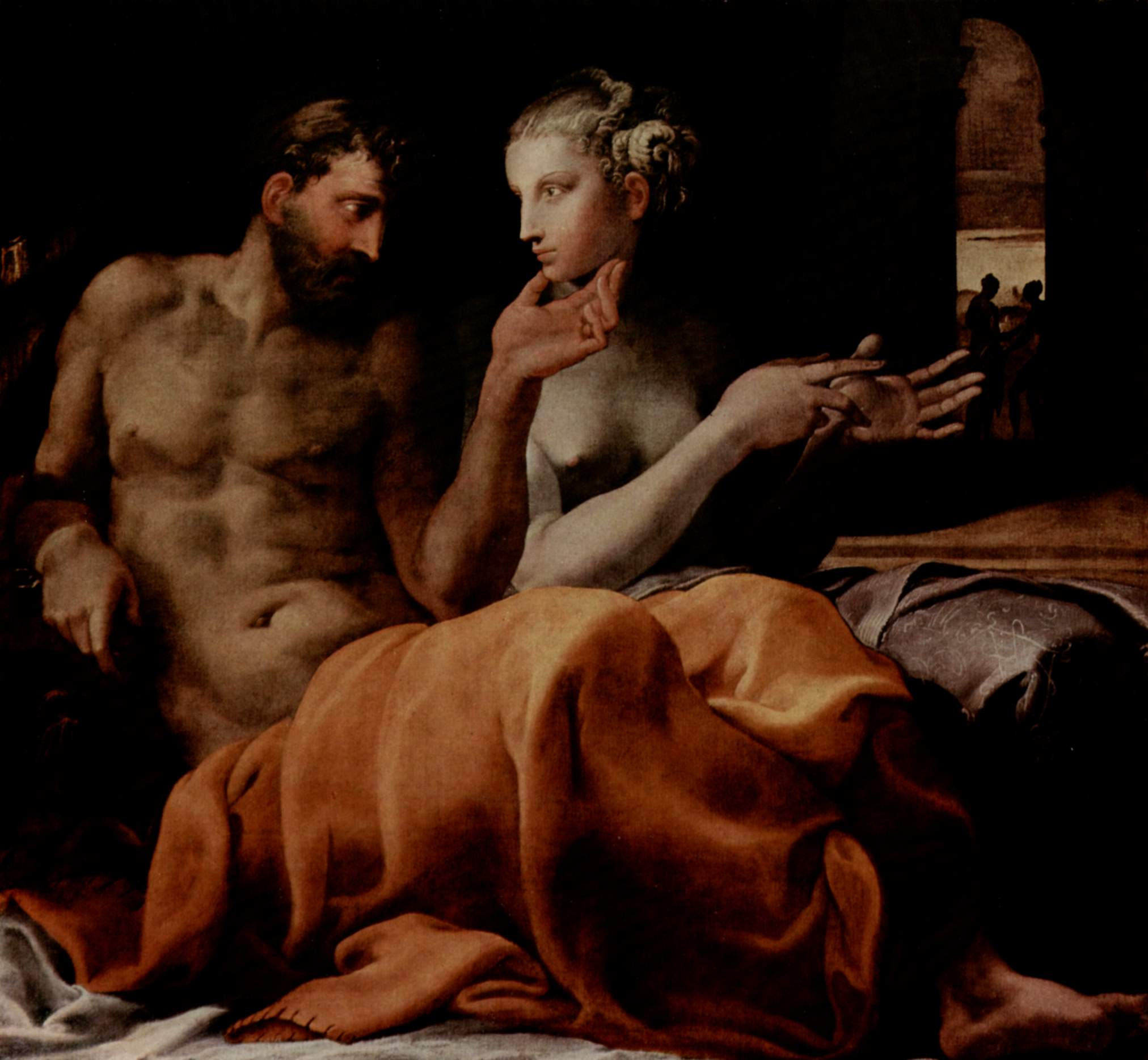
ادیسه و پنلوپه، ۱۵۶۳

 فرانچسکو پریماتیچو  (به ایتالیایی: Francesco Primaticcio)،(زاده ۳۰ آوریل ۱۵۰۴ – درگذشته ۱۵۷۰) نقاشِ تکلف‌گرا،معمار و مجسمه‌ساز ایتالیایی بود که بیشتر دوران کاری‌اش را در فرانسه گذراند.

## نگارخانه

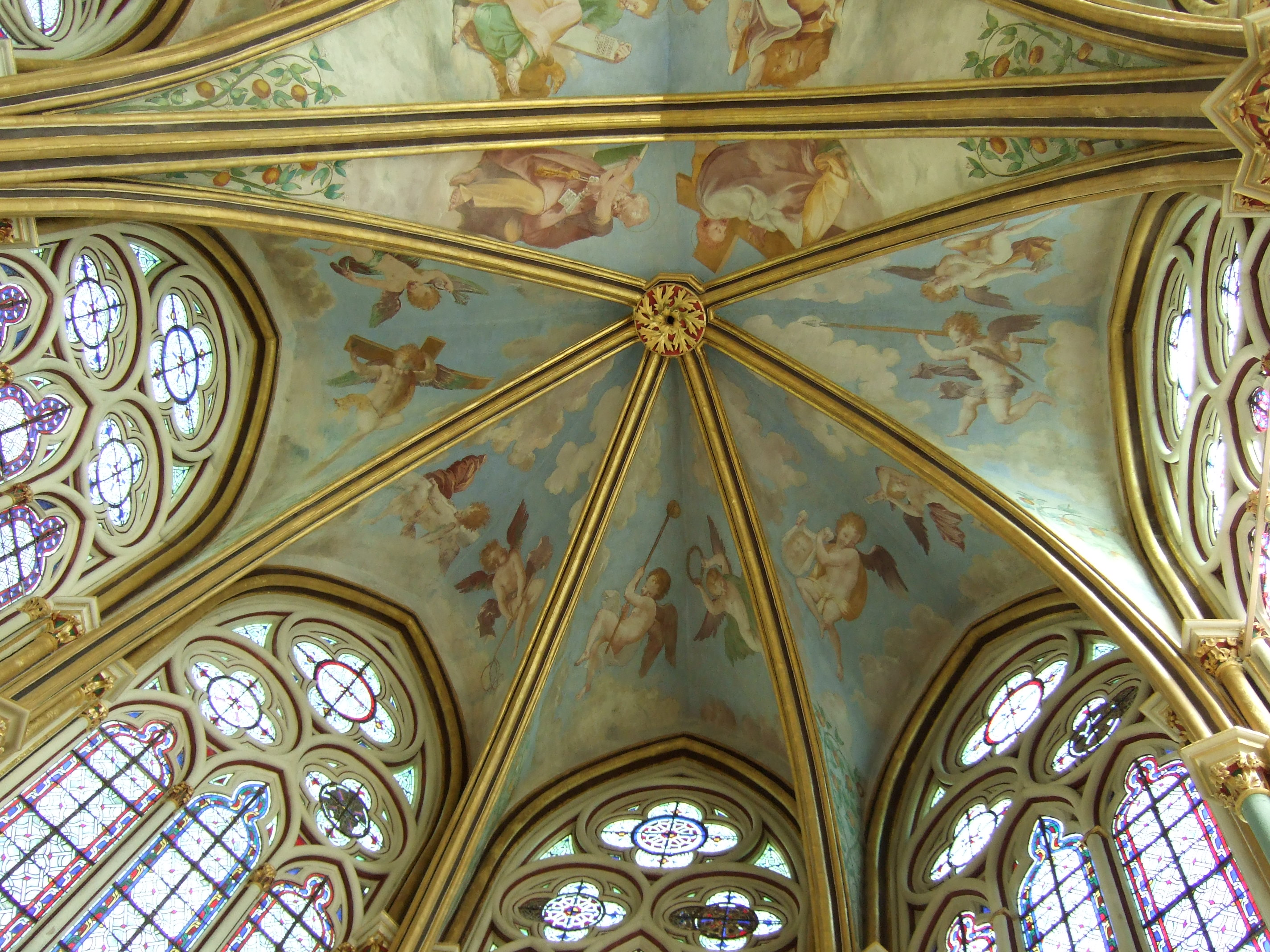
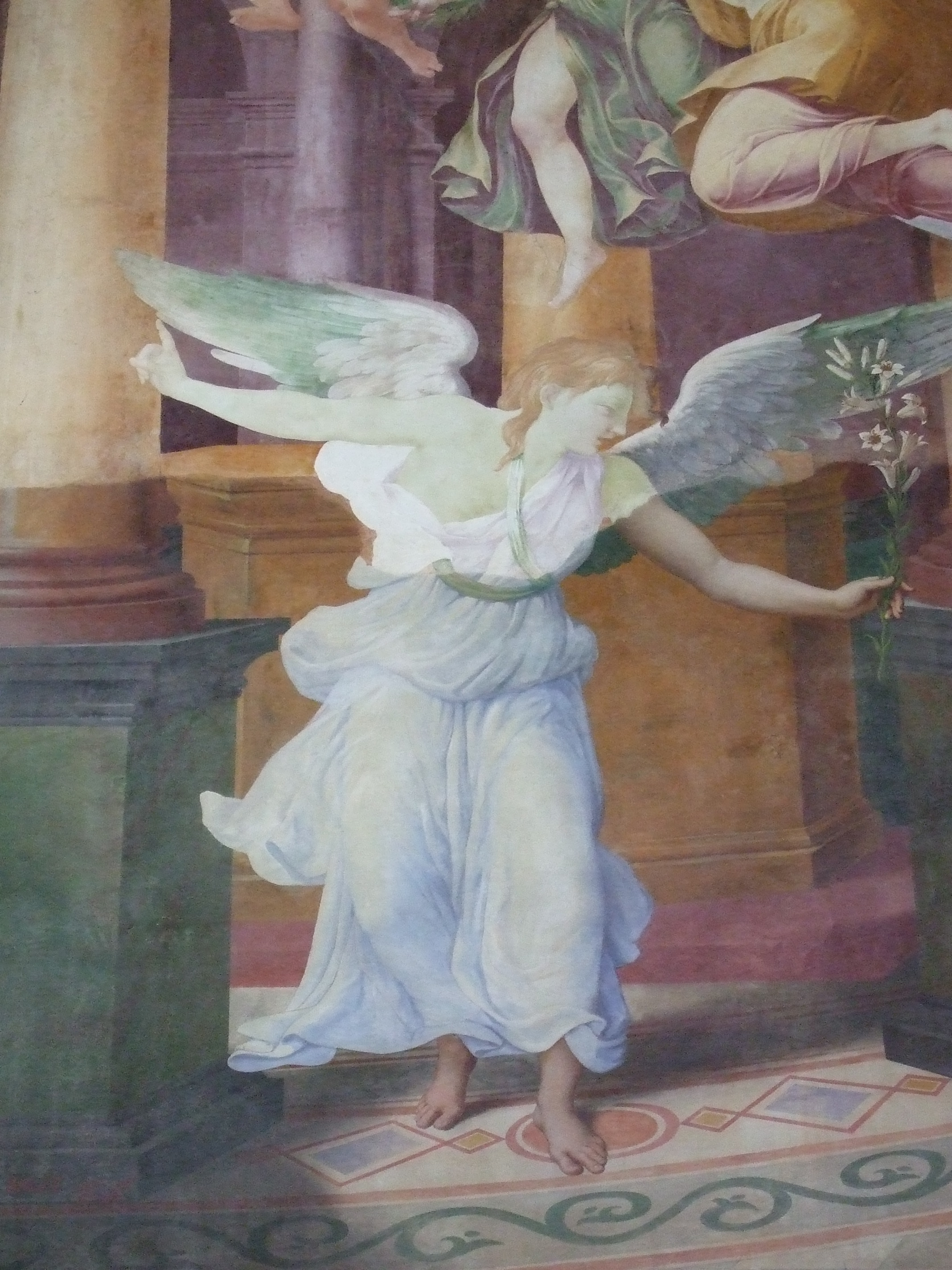